# Petroica archboldi
Petroica archboldi é uma espécie de ave da família Petroicidae.
É endémica da Nova Guiné Ocidental, na Indonésia.